# تيد جونسون
تيد جونسون (بالإنجليزية: Ted Johnson)‏ هو سياسي أسترالي، ولد في 17 فبراير 1909، وتوفي في 2002. حزبياً، نشط في حزب العمال الأسترالي. وقد انتخب عضو الجمعية التشريعية لأستراليا الغربية.